# ジョン・チャドウィック
ジョン・チャドウィック（John Chadwick, 1920年5月21日 - 1998年11月24日）はイギリスの言語学者で、マイケル・ヴェントリスとともに線文字Bを解読したことで知られる。

## 経歴
1920年、ロンドン・リッチモンド・アポン・テムズ・ロンドン特別区East Sheenで生まれた。ケンブリッジ大学コーパス・クリスティ・カレッジで言語学を学んだ。第二次世界大戦では英海軍に勤務し、イタリア海軍の暗号解読に従事。1944年以降は日本語学習を命じられ、その後日本海軍がストックホルムやベルリンなどに送った通信文の暗号解読に関わった。
戦後、オックスフォード大学でラテン語辞典の編纂に携わり、ケンブリッジ大学で古典文献学を研究した。
1952年から建築家のマイケル・ヴェントリスとともに線文字Bの解読に取り組み、1953年に解読成果を発表した。線文字Bが古いギリシア語であると直感的に気付いたヴェントリスに対しチャドウィックは初め批判的であったが、まもなくギリシア語説を認め、古典ギリシア語の知識を武器として言語学者としては素人のヴェントリスに助言を与え、ともに研究を進めた。
1956年のヴェントリスの事故死後も線文字B研究を進めた。ケンブリッジ大学ダーウィンカレッジに所属。学界では、イギリス学士院会員に選出され、この分野の権威とされた。

## 著作
- Ventris, Michael; Chadwick, John (1953). “Evidence for Greek Dialect in the Mycenaean Archives”. The Journal of Hellenic Studies 73:  84–103. JSTOR 628239.
- Chadwick, John (1958). The Decipherment of Linear B. Second edition (1990). Cambridge UP. ISBN 0-521-39830-4
  - 邦訳『線文字Bの解読』大城功訳、みすず書房 1962
  - 再版 みすずライブラリー 1997
- Chadwick, John (1976). The Mycenaean World. Cambridge UP. ISBN 0-521-29037-6
  - 邦訳『ミュケーナイ世界』安村典子訳、みすず書房 1983
- Ventris, Michael; Chadwick, John (1956). Documents in Mycenaean Greek. Second edition (1974). Cambridge UP. ISBN 0-521-08558-6